# Антоній Потій
Антоній Потій (біл. Антоні Пацей; ? — 16 лютого 1749 р., м. Берестя Берестейського воєводства) — державний та військовий діяч Великого князівства Литовського. Обозний у 1715—1729 роках і стражник великий литовський у 1729—1748 роках.
Був старостою Волковиським, Суразьким, Радомишльським і Жижмарським.

## Життєпис
Представник шляхетського роду Потіїв гербу «Вага», син Казимира Олександра, воєводи вітебського, і Ганни Терези з Лєтова. Мав братів Олександра (пом. 1771 р.) стражника великого, і Михайла (пом. 1787 р.) старости Рогачовського.
Служив в армії Великого князівства Литовського. У 1715 році отримав урядову посаду обозного, в 1729 році — стражника великого литовського. У 1730-х роках брав участь у боротьбі магнатів за спадок княгині Людовіки Кароліни Радзивілл та її нащадків Нойбурського маєтку (нім. Neuburger). У 1733 р. на елекційному сеймі голосував за кандидатуру короля і великого князя литовського Станіслава Лещинського.
Очолював 8-тисячне військо для виступу проти Августа Саса, воював з російським військом, яке зміцнювало владу Августа III Фрідріха в Речі Посполитій. У 1735 р. емігрував, в 1736 р. повернувся й визнав Августа Саса.
У 1725 р. одружився з Розалією Загоровською. У шлюбі народилася донька Людвіка Гонората, яка в 1740 р. вийшла заміж за воєводу київського Станіслава Любомирського.